# 長守善
長 守善（ちょう もりよし、1900年（明治33年）5月26日 - 1971年（昭和46年）6月8日）は、日本の経済学者。中央大学名誉教授、松商学園短期大学第4代学長。

## 経歴
1900年、愛媛県松山市生まれ。第四高等学校から、東京帝国大学経済学部に進み、1926年に卒業した。大学院在籍ののち満鉄調査部へ勤務。ベルリン大学留学。
戦後は1948年に中央大学教授となり、経済学部長、経済学研究所長（1964年 - 1966年）などを歴任した。その間、1959年に「福祉国家イギリスの研究：その理念、形成、政策」を一橋大学に提出し、経済学博士の学位を取得。
中央大学を退職して名誉教授となり、1970年4月1日から松商学園短期大学の第4代学長に就任して、4年制大学への昇格を目指すに取り組みに着手したが、在職中の1971年6月8日に急逝した。葬儀は、日本基督教団本郷中央教会で執り行われた。

## 著書

### 単著
- 『ナチス ヒットラー：運動・思想・政策』（日本評論社、1933年）
- 『ファッショ的統制経済』（日本評論社、1934年）NDLJP:1269544/1/5
- 『ナチス経済建設』（日本評論社、1939年）
- 『英国経済の衰頽過程』（日本評論社、1940年）
- 『欧米社会主義と労働組合』（広文社、1947年）
- 『概説アメリカ政治経済史』（日本評論社、1947年）
- 『欧米社会主義と労働組合』（広文社、1947年）
- 『各国の社会主義：その形態と実践』（ダイヤモンド社、1948年）
- 『古典派経済学の理論体系』（風間書房、1949年）
- 『経済政策の基本問題』（青也書店、1949年）
- 『トーマス・ジェファーソン』（刀江書院、1950年）
- 『獨逸経済学説史』（風間書房、1952年）
- 『経済学史』（中大出版社、1952年）
- 『厚生経済学：その学説史的展望』（有斐閣、1954年）
- 『経済政策の理論』（東洋経済新報社、1957年）
- 『福祉国家イギリス：その理念・形成・政策』（東洋経済新報社、1959年）
- 『経済学史』（東洋経済信報社、1963年）
- 『経済政策：福祉国家へのみち』（東洋経済新報社、1964年）
- 『マルク・フラン・ポンド：先進国を悩ます物価上昇』（中公新書、1965年）
- 『苦悩するイギリス経済』（東洋経済新報社、1967年）

### 共著
- （土方成美・岩野晁次郎）『完全雇傭の理論と実際』（ダイヤモンド社、1947年）
- （国松久弥）『教師のための経済学講義』（古今書院、1950-51年）
- （稲葉四郎）『新古典派経済学の展開』（風間書房、1950年）

### 編著
- 『寡占と有効競争』（中央大学出版部、1967年）

### 共編著
- （山中篤太郎）『戦後日本経済政策の分析』（勁草書房、1958年）

### 翻訳
- ボェーム・バウェルク『経済的財価値の基礎理論：主観的価値と客観的交換価値』（岩波文庫、1932年）
- カール・メンガー『社会科学方法論：特に経済学のために』（岩野晁次郎・竹原八郎との共訳、高陽書院、1936年）
- T.W.ハチスン『近代経済学説史』（山田雄三・武藤光朗との共訳、東洋経済新報社、1957年）
- T.W.ハチスン『経済政策の目的』 （監訳、東洋経済新報社、1965年）